# RNASEH1
Рибонуклеазе Х1, такође позната као RNaza H1, је ензим, који је код људи кодиран RNASEH1 геном.. RNaza H1 је неспецифична ендонуклеаза која катализује пресецање РНК хидролитицке механизмом.